# Heszel Frumkin
Heszel Frumkin (hebr.: השל פרומקין, ang.: Heshel Frumkin, ur. 1896 w Bobrujsku, zm. 11 kwietnia 1974) – izraelski polityk, w latach 1949–1951 poseł do Knesetu z listy Mapai.
W wyborach parlamentarnych w 1949 po raz pierwszy i jedyny dostał się do izraelskiego parlamentu. 5 lutego 1951 zrezygnował, a mandat poselski objęła po nim Żenja Twerski